# Saint-Aubin-de-Bonneval

Saint-Aubin-de-Bonneval este o comună în departamentul Orne, Franța. În 1 ianuarie 2022 avea o populație de 131 de locuitori.